# Philip Zimbardo
Philip Zimbardo (anglès americà: Philip George Zimbardo)  (Nova York, 23 de març de 1933 - San Francisco, 14 d'octubre de 2024) va ser un psicòleg que va ser president de l'Associació Americana de Psicologia el 2002 i és conegut pels seus treballs en psicologia social, especialment per l'experiment de la presó de Stanford.

## Biografia

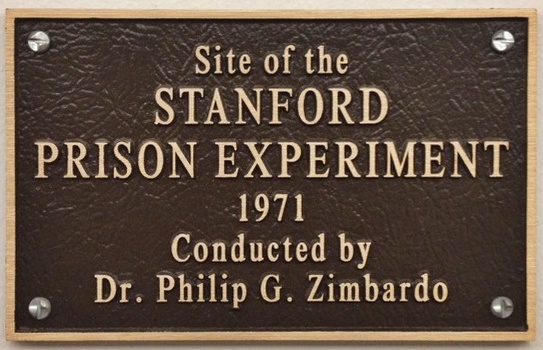

Zimbardo va ser professor de la Universitat Yale, de la Universitat de Nova York i de la Universitat de Colúmbia, i va ensenyar a la Universitat Stanford des de 1968 fins a la seva jubilació el novembre de 2003. Especialitzat en psicologia social, es va fer famós en concebre l'experiment de la presó de Stanford, en el qual els seus estudiants van ser posats en el rol de presoners o de guardians. Segons les conclusions que en va extreure, les mateixes forces poden, segons les circumstàncies, fer de cadascú bé un torturador o bé un heroi. En qualitat d'expert va ser cridat a declarar en el judici per les tortures a la presó d'Abu Ghraib per part de les tropes estatunidenques a presos iraquians perquè exposés la seva teoria del poder de la situació en la conducta humana.
Una de les seves tasques importants ha consistit en fer arribar la psicologia al públic en general gràcies al programa de la cadena PBS Discovering Psychology. Va fundar, a més, The Shyness Clinic, a l'estat de Califòrnia, per tractar la timidesa dels adults i dels infants, i va presidir l'Associació Americana de Psicologia el 2002. L'any 2010 creà l'organització sense afany de lucre Heroic Imagination Project amb l'objectiu d'ensenyar a la gent a reaccionar davant els reptes i les situacions complicades.

## L'efecte Llucifer

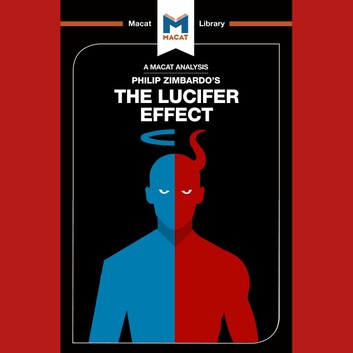

El llibre The Lucifer Effect (2007) va ser escrit en resposta a les conclusions de l'experiment de la presó de Stanford. Zimbardo considera que les característiques de la personalitat poden influir en la manifestació de les accions violentes o submises. En l'assaig afirma que els éssers humans no es poden definir com a bons o dolents, ja que tenen la capacitat d'actuar segons cada situació. Per exemple, les vexacions que es van produir a la presó d'Abu Ghraib, on els advocats van argüir que no eren els guàrdies de la presó i els interrogadors els culpables de les tortures als detinguts, sinó les polítiques de l'administració de George Bush. Segons Zimbardo, «les persones bones poden ser induïdes, seduïdes i iniciades a comportar-se incorrectament. També poden actuar de manera irracional, estúpida, autodestructiva, antisocial i sense sentit quan estan immerses en "situacions totals": contextos que repercuteixen en la naturalesa humana de manera que posin en dubte el propi sentit de l'estabilitat i la coherència de la personalitat individual, del caràcter i de la moral».
La Journal of the American Medical Association, considera set processos socials que propicien «el vessant relliscós del mal»:
1. Fer el primer pas sense pensar-hi
2. La deshumanització de l'altre
3. La desindividualització del jo i el poder de l'anonimat
4. La dissolució de la responsabilitat personal i el context d'impunitat
5. L'obediència cega a l'autoritat
6. L'acceptació acrítica de les normes del grup
7. La tolerància passiva del mal a través de la inacció o la indiferència

## Obra publicada
- Influencing attitude and changing behavior: A basic introduction to relevant methodology, theory, and applications (Topics in social psychology), Addison Wesley, 1969
- The Cognitive Control of Motivation. Glenview, IL: Scott, Foresman, 1969
- Stanford prison experiment: A simulation study of the psychology of imprisonment, Philip G. Zimbardo, Inc., 1972
- Influencing Attitudes and Changing Behavior. Reading, MA: Addison Wesley Publishing Co., 1969, ISBN 0-07-554809-7
- Canvassing for Peace: A Manual for Volunteers. Ann Arbor, MI: Society for the Psychological Study of Social Issues, 1970
- Influencing Attitudes and Changing Behavior (2nd ed.). Reading, MA: Addison Wesley., 1977
- Psychology and You, with David Dempsey (1978)
- Shyness: What It Is, What to Do About It, Addison Wesley, 1990, ISBN 0-201-55018-0
- The Psychology of Attitude Change and Social Influence. New York: McGraw-Hill, 1991, ISBN 0-87722-852-3
- Psychology (3rd Edition), Reading, MA: Addison Wesley Publishing Co., 1999, ISBN 0-321-03432-5
- The Shy Child: Overcoming and Preventing Shyness from Infancy to Adulthood, Malor Books, 1999, ISBN 1-883536-21-9
- Violence Workers: Police Torturers and Murderers Reconstruct Brazilian Atrocities. Berkeley, CA: University of California Press, 2002, ISBN 0-520-23447-2
- Psychology - Core Concepts, 5/e, Allyn & Bacon Publishing, 2005, ISBN 0-205-47445-4
- Psychology And Life, 17/e, Allyn & Bacon Publishing, 2005, ISBN 0-205-41799-X
- The Lucifer Effect: Understanding How Good People Turn Evil, Random House, New York, 2007, ISBN 1-4000-6411-2
- The Time Paradox: The New Psychology of Time That Will Change Your Life, Simon & Schuster, New York, 2008, ISBN 1-4165-4198-5
- The Journey from the Bronx to Stanford to Abu Ghraib, pp. 85–104 in "Journeys in Social Psychology: Looking Back to Inspire the Future", edited by Robert Levine, et al., CRC Press, 2008. ISBN 0-8058-6134-3
- Salvatore Cianciabella (prefazione di Philip Zimbardo, nota introduttiva di Liliana De Curtis). Siamo uomini e caporali. Psicologia della dis-obbedienza. Franco Angeli, 2014. ISBN 978-88-204-9248-9. {{format ref}} http://www.siamouominiecaporali.it
- Maschi in difficoltà, Zimbardo, Philip, Coulombe, Nikita D., Cianciabella, Salvatore (a cura di), FrancoAngeli Editore, 2017
- Man (Dis)connected, Zimbardo, Philip, Coulombe, Nikita D., Rider/ Ebury Publishing, United Kingdom, 2015, ISBN 978-1846044847
- Man Interrupted: Why Young Men are Struggling & What We Can Do About It. Philip Zimbardo, Nikita Coulombe; Conari Press, 2016